# 馬雲·甘柏
馬雲·甘柏（德語：Marvin Compper，1985年6月14日—），已退役德國足球運動員，擔任中後衛。他的父親出生於瓜德羅普。
2008年11月19日，他首次代表德國國家足球隊上陣主場友賽英格蘭。

## 外部連結
- 賀芬咸 馬雲·甘柏檔案 （德文）
- Fussballdaten.de  馬雲·甘柏數據 （页面存档备份，存于） （德文）
- Kicker.de 馬雲·甘柏檔案 （页面存档备份，存于） （德文）
- transfermarkt.com 馬雲·甘柏档案 （页面存档备份，存于）